# Grande Aiguille Rousse
El Grande Aiguille Rousse es un pico de la montaña de los Alpes grayos en Saboya, Francia, situado entre los valles de Maurienne y Tarentaise, cerca de la frontera con Italia. Se eleva a una altitud de 3.482 metros, supera a su menor al oeste, la Petite Aiguille Rousse, por solo 50 m. No muy lejos de Levanna, la Grande Aiguille Rousse domina el lago Serrù y el parque nacional del Gran Paraíso en Italia.

## Geografía

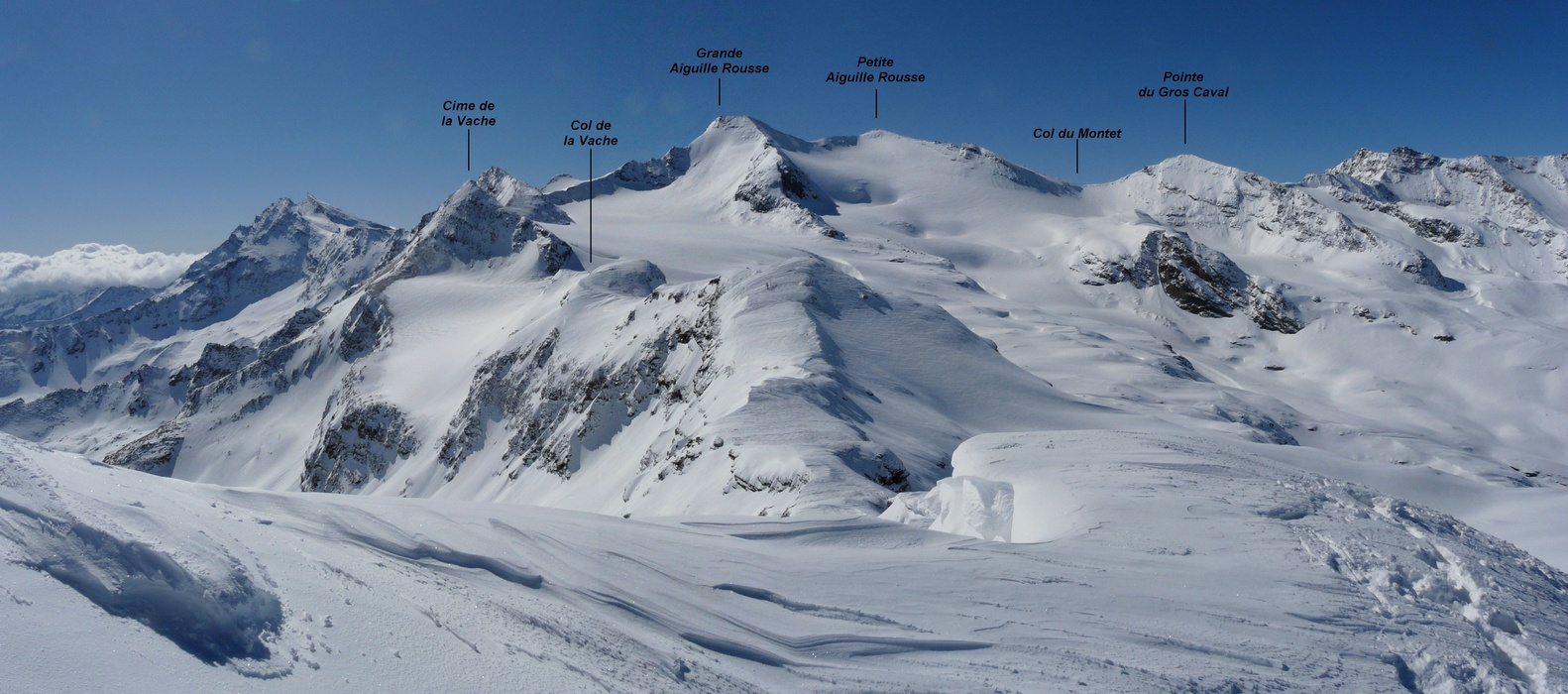
Vista norte de la Grande Aiguille Rousse y sus picos vecinos, tomada desde la cima del Grand Cocor a 3.034 m.

En la encrucijada de los valles de Maurienne y Tarentaise, no lejos del Col de l'Iseran, la Grande Aiguille Rousse se encuentra en la región donde las aguas que fluyen a través de estos grandes valles alpinos divergen. Es parte de una serie de montañas que definen la frontera entre Saboya y las regiones italianas del Piamonte y el Valle de Aosta, incluye picos como la Pointe de Ronce, Bessanèse, la Levanna y la punta de la Galise. La Grande Aiguille Rousse es compartida por las comunas de Val-d'Isère y Bonneval-sur-Arc.

## Ascenso
La ruta más común para subir la montaña es desde Val-d'Isère a través del Refugio Prariond, o alternativamente desde Bonneval-sur-Arc a través del Refugio Carro o el puerto de montaña Col du Montet. Para llegar a la cumbre desde Italia, es habitual comenzar en el Refugio Pian della Ballotta, tomar el paso Col de la Lose a 2.957 m, cruzar la frontera por el Glaciar las Fuentes de l'Isère a 2.800 m (9.200 pies), y finalmente llegar a la cumbre.

### Refugios
Los refugios de montaña que se pueden utilizar como punto de partida para el ascenso o simplemente para visitar la montaña son los siguientes:
- Refugio de Prariond - 2,324 m[4]
- Refugio Pian della Ballotta - 2,470 m[2]
- Refugio del Carro - 2.759 m[5]